# 칼튼 센터
칼튼 센터(영어: Carlton Centre)는 남아프리카 공화국 요하네스버그의 마천루 및 쇼핑 센터다. 223 미터 (732 ft)의 거리에 1973년 이래 아프리카에서 가장 높은 사무실 건물이 되었다. 칼튼 센터에는 50층이 있다. 단지에 있는 두 건물의 기초는 지름 5 미터 (16 ft)이며 밑으로 35 미터 (115 ft) 아래의 암반까지 15 미터 (49 ft)까지 확장된다. 이 건물은 사무실과 상점을 모두 지니고 있으며 바닥 면적의 46%가 바닥 수준 이하다.
칼튼 센터는 180개가 넘는 상점이 있는 지하 쇼핑 센터가 칼튼 센터와 연결되어 있다.

## 역사
칼튼 센터는 미국 건축 회사인 스키드모어, 오윙스 앤드 메릴(Skidmore, Owings 및 Merrill)에 의해 설계되었다. 앵글로 아메리칸 프로퍼티(Anglo American Properties)는 1960년대 후반에 칼튼 호텔(Carlton Hotel)과 폐쇄 도로를 철거하여 도시 수퍼 블록을 건설하기 시작했다. 칼튼을 위한 발굴 작업은 1967년 1월에 시작되어 완료되기까지 2년이 걸렸다. 1971년 센터 점령이 시작되었지만 1974년까지 공사가 마침내 완료되지는 않았다. 1973년에 공식적으로 총 8800만원이 들었다. 탑의 디자인은 1973년에 완공된 뉴욕의 버펄로에 있는 원 세네카 타워의 디자인과 매우 유사하다.
이 건물은 1999년 앵글로 아메리칸 프로퍼티(Anglo American Properties (Amprop))에서 구입한 공기업 트랜스넷의 본사다. 2007년 6월, 트랜스넷 그룹의 CEO인 마리아 라모스는 회사가 판매를 제안할 의도를 밝혔다. 칼튼 센터는 앵글로 아메리칸 프로퍼티(Astlo American Properties)로부터 3천 3백 3십만 링깃을 인수한 후 2000년 이래 트랜스넷의 본부를 지냈다. 부동산 처분은 비핵심 자산 처분을 포함한 트랜스넷의 구조 조정 프로그램의 일부를 구성한다. 2008년에 시작된 경기 침체로 준국가기관은 시장이 회복될 때까지 구매자를 찾지 않을 것이라고 발표했다.
트랜스넷이 가격을 알려주지는 않았지만 건물의 교체 비용은 약 1조 5천억으로 추산되었다.
거의 비어있는 가운데이 센터는 사무실 공간 점유율 93%, 소매 판매 65%를 기록했다. 픽앤 앤 페이(Pick 'n Pay)는 센터에서 3,000 평방 미터를 사용할 계획이며 남아프리카 공화국 국세청은 리시크 스트리트에서 센터의 5 000 평방 미터의 부지로 이동했다. 어떤 단계에서 칼튼 호텔을 복원하겠다는 제안이 있었지만 공식 발표는 이루어지지 않았다.

## 높이
지상 50층, 지상 223m로 지난 1973년 완공된 이래 지금까지 남아프리카 공화국에서 가장 높은 건물이며, 아프리카에서 가장 높은 건물이다.
그러나 가나 아크라에 270m, 75층의 호프 시티(en:Hope City)를 추진하고 있고, 남아공 정부가 2022년 완공을 목표로 프리토리아에 447m, 110층의 심비오 시티(en:Symbio-City)를 추진하고 있고, 모로코의 카사블랑카에 540m, 114층의 알 누르 타워(en:Al Noor Tower)를 추진하고 있고 에티오피아에서도 아디스아바바에 448m, 101층의 멜레스 제나위 국제센터(Meles Zenawi International Centre)를 2017년 완공을 목표로 하고 있고 있지만 이미 제안된 건물이다.

## 시설
오피스와 쇼핑몰, 전망대, 호텔 등이 주로 갖추어져 있다.
특히 최상층인 50층에는 '탑 오브 아프리카(Top of Africa)'라는 명칭의 전망대가 가설되어 있다.
건물 안에는 5성급 호텔인 칼튼 호텔이 입주하여 있다.

## 기타 정보
칼튼 센터의 50번째 맨 꼭대기 층은 칼튼 파노라마라고 불리며 구어체로 "탑 오브 아프리카(Top of Africa)"로 알려져 있다. 남반구에서 가장 높은 건물인 칼튼 센터는 5성급 30층짜리 칼튼 센터를 개장하여 대부분의 단지 공간을 차지하고 있다. 이 호텔은 부자들과 유명 인사들 사이에서 인기가 있었으며 수년동안 많은 유명한 손님들을 맞이했다. 도심부의 도시의 쇠퇴로 인해 1990년대에 호텔에 영향을 주었으며, 거의 25년 동안 운영된 후 1998년에 운영이 중단되었다.

## 갤러리

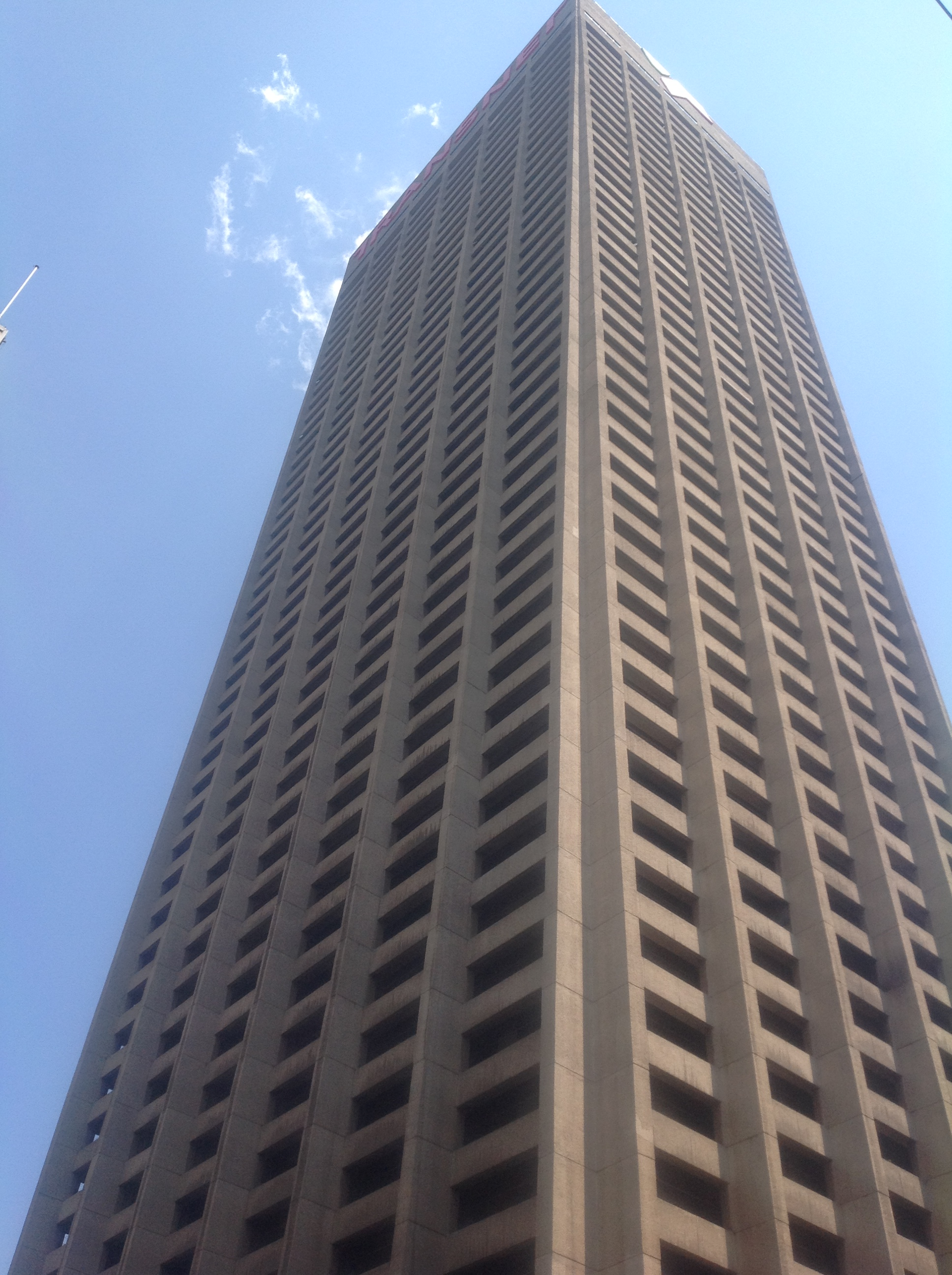
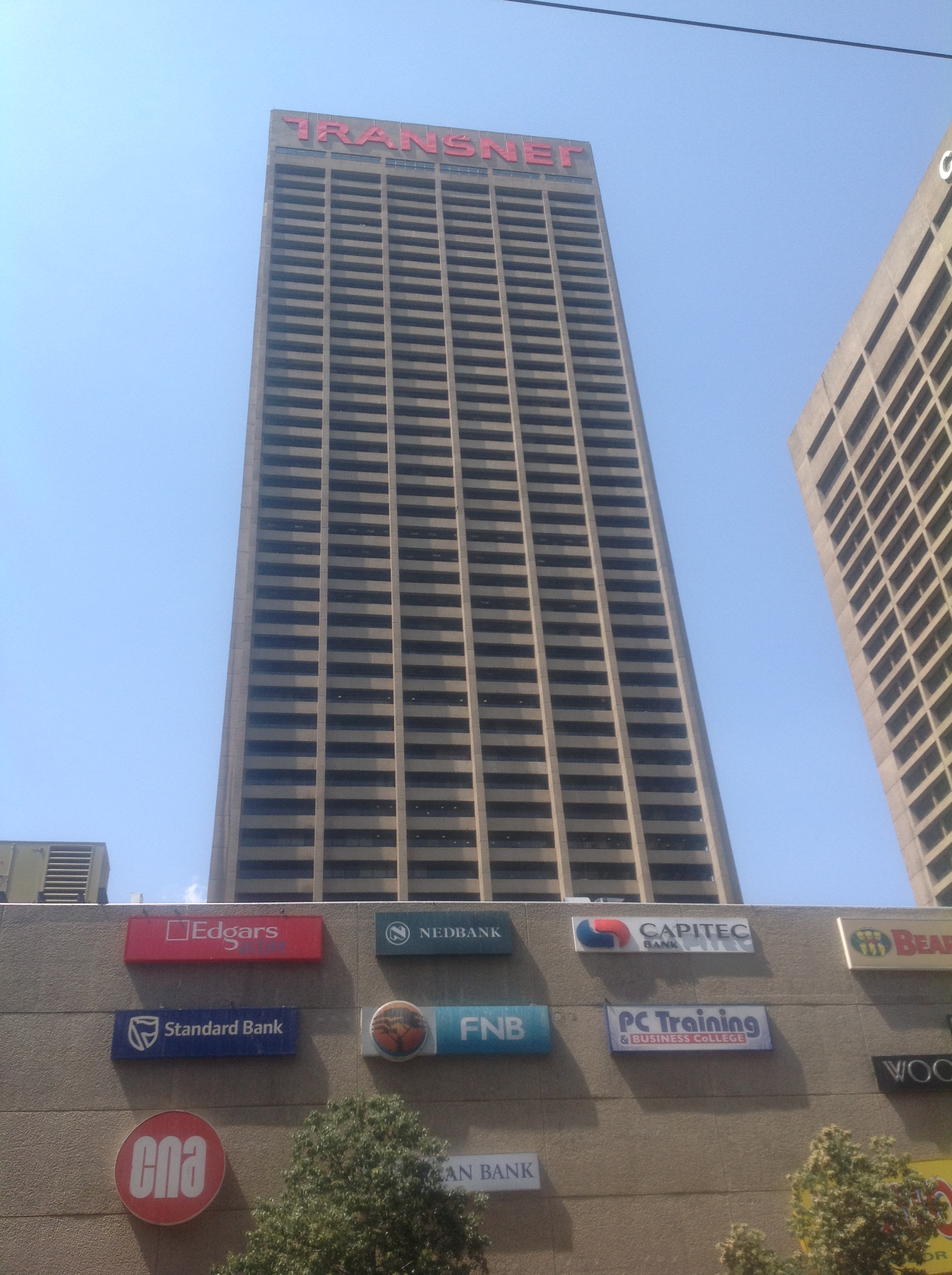

## 같이 보기
- 남아프리카 공화국의 마천루 목록
- 아프리카의 마천루 목록